# Camille Jordan
Marie Ennemond Camille Jordan (5. ledna 1838, Lyon – 22. ledna 1922, Paříž) byl francouzský matematik, který významně zasáhl do vývoje lineární algebry, teorie míry a teorie grup.
Jordan studoval matematiku na École polytechnique a od roku 1873 zde a v Collège de France přednášel. Od roku 1916 byl prezidentem Akademie věd.